# Ulejów
Ulejów – wieś w Polsce położona w województwie łódzkim, w powiecie łaskim, w gminie Łask.
W latach 1975–1998 miejscowość administracyjnie należała do województwa sieradzkiego.
W pobliskim lesie znajduje się cmentarz wojenny z okresu pierwszej wojny światowej, na którym spoczywa około 360 żołnierzy z armii austro-węgierskiej, niemieckiej oraz rosyjskiej, poległych w listopadzie i grudniu 1914 r.